# Ouratea fieldingiana
Ouratea fieldingiana är en tvåhjärtbladig växtart som först beskrevs av Gardn., och fick sitt nu gällande namn av Adolf Engler. Ouratea fieldingiana ingår i släktet Ouratea och familjen Ochnaceae. Inga underarter finns listade i Catalogue of Life.